# Circonscription de Debre Work
La circonscription de Debre Work est une des 135 circonscriptions législatives de l'État fédéré Amhara, elle se situe dans la Zone Est Godjam. Son représentant actuel est Senait Andargie Jemberu.